# Bouquet provincial
Le bouquet provincial est une fête et compétition d’archerie spécialisée dans le tir Beursault, essentiellement pratiquées en Picardie, Île-de-France et  Champagne-Ardenne. Le bouquet provincial intègre le Championnat de France de tir Beursault et est reconnu par la Fédération française de tir à l'arc.
Le bouquet provincial a généralement lieu en mai ou juin et permet aux habitants et commerçants de se rassembler, de décorer les villages pour l’occasion.
Il est depuis 2015 inscrit à l'Inventaire du patrimoine culturel immatériel en France.

## Historique
À partir du XVe siècle, la pratique du tir à l’arc ne fit plus partie des entrainements militaires, et ce qui était un exercice obligatoire devint une pratique de loisir pour les archers. Cependant, l'envie de se confronter aux autres était toujours présente, et c’est pour cela que des compétitions furent créées entre les compagnies d’une province, ce qui fit naître au XIVe siècle le bouquet provincial. 
Au XVIIe siècle, les concours s’étendirent à des espaces plus grands, voire au royaume ; mais la Révolution dissout par la suite les diverses compagnies d’archers, ainsi que les provinces. Au Premier Empire, des groupes se reforment et les compétitions reprennent, en gardant le nom de provincial, bien que les provinces ne fussent pas reformées. Peu à peu, les frontières régionales s’effacèrent et aujourd’hui, les bouquets provinciaux sont souvent nationaux. 
Les bouquets provinciaux sont depuis toujours organisés au printemps, retour des beaux jours. Si au départ, ces compétitions ainsi que la pratique du tir Beursault sont une pratique noble, l’activité est aujourd’hui ouverte à toute la population.

## Le bouquet provincial

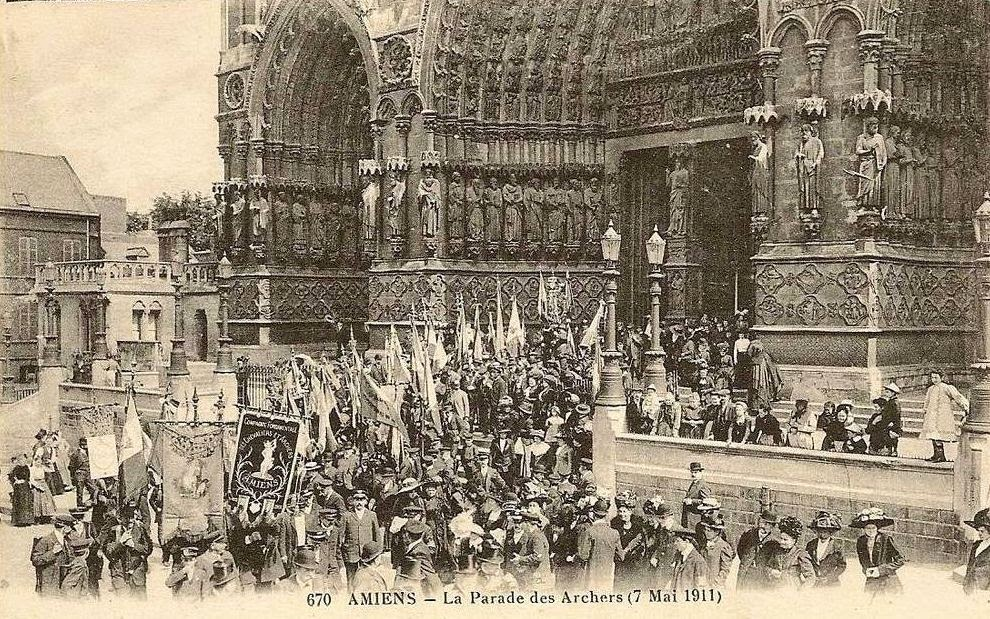
Bouquet provincial de 1911 à Amiens

L’organisation de bouquets repose aujourd’hui sur le volontariat. Ils sont mis en place par une compagnie, aidée de la collectivité locale et de la population. Si jusqu’au XIXe siècle, les bouquets se faisaient dans le cadre d’une fête de plusieurs jours, ils ne durent désormais qu’une journée. Le « Prix Provincial » se joue les samedis, dimanches et jours fériés suivants le bouquet pendant 3 à 4 mois.
Le déroulement de la fête et en particulier du défilé est très codifié, selon l’héritage de l’Ancien Régime. Le défilé se fait sur un pas quasi-militaire, les drapeaux doivent être présentés. À la tête du cortège, on retrouve le vase du bouquet, qui se transmet entre les compagnies organisatrices, le vase de Sèvres offert par le Président de la République au vainqueur de la compétition et la statue de saint Sébastien (patron des archers), offerte au meilleur archer de la catégorie arc droit.

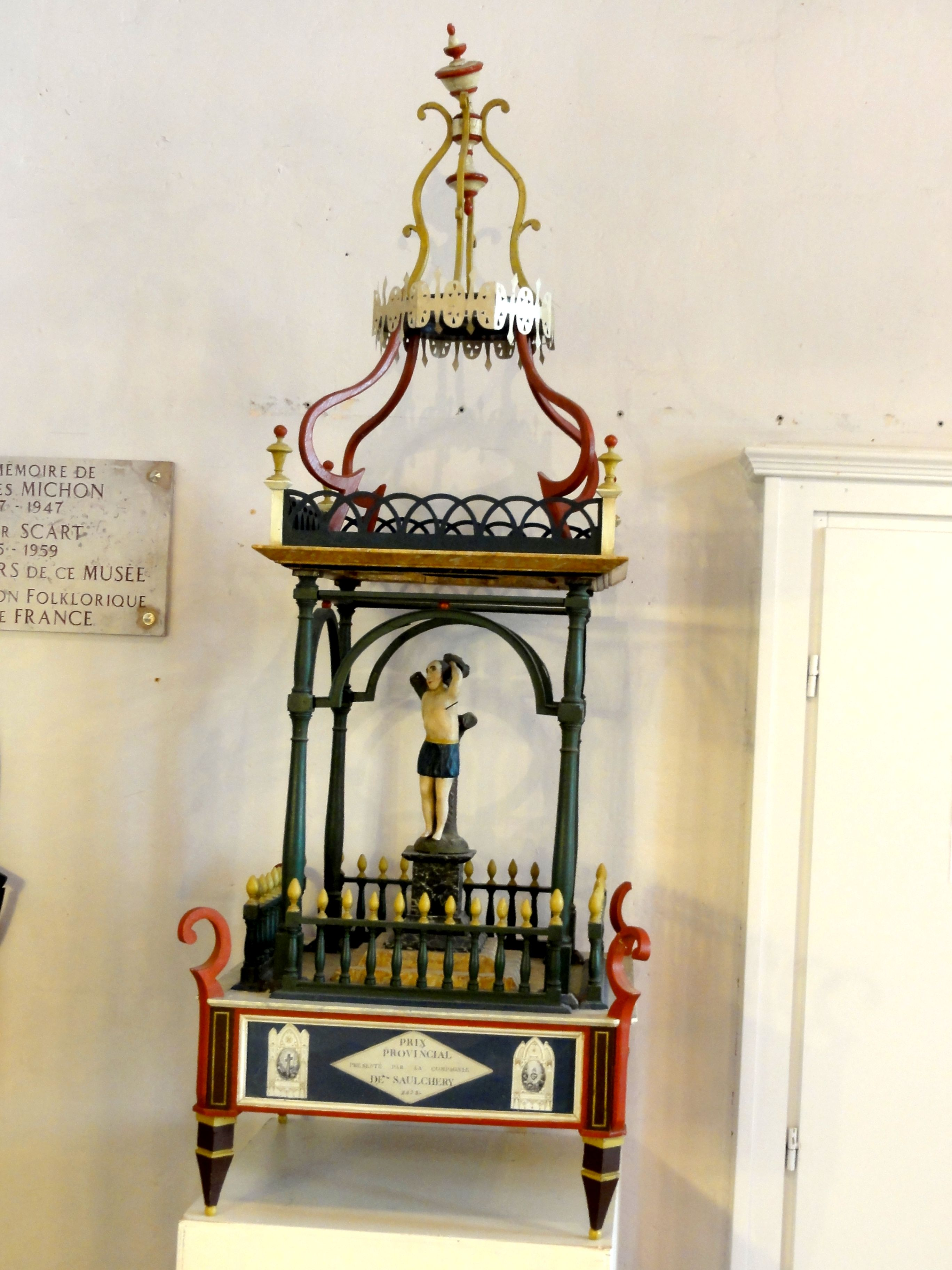
Crépy-en-Valois (60), musée de l'Archerie et du Valois, trophée de Bouquet provincial

Les compagnies ont chacune une tenue qui leur est propre et qui la représente dans le défilé. La parade traverse la ville organisatrice et se termine par une messe en l’honneur des archers. Il est de tradition pour les commerçants et les habitants de décorer la ville et les maisons, afin de démontrer la fierté de la ville d’organiser le bouquet.
Après la messe, les archers se retrouvent pour se restaurer et pour différentes animations (« tir aux assiettes », « partie de vin de jardin »…). Vient ensuite la série de tirs sur la cible propre au bouquet provincial. Cela lance la saison de quatre mois qui mène au « Prix provincial », récompensé pour le meilleur archer par le vase de Sèvres. 
Le bouquet provincial est un regroupement très important dans le monde de l’archerie et peut regrouper jusqu’à 4000 archers participants.

## Editions
Le bouquet provincial est organisé à Amiens par la Compagnie d'Arc d'Amiens à cinq reprises, en 1893, 1899, 1903, 1911 et 1939,.
Liste des dernières éditions depuis 2010: 
- 2025 : Soissons le 18 Mai
- 2024:  Saint Maximin
- 2023 : Macon
- 2022 : Gisors
- 2021 : Annulé en raison du COVID 19
- 2020 : Annulé en raison du COVID 19
- 2019 : Brienne Le Château
- 2018 : Angy
- 2017 : Condé Sainte Libiaire
- 2016 : Soissons
- 2015 : Provins
- 2014 : Paris les 3 Lys
- 2013 : Compiègne
- 2012 : La Croix sur Ourcq, La Croix-Saint-Ouen
- 2011 : Choisy au Bac
- 2010 : Ermont
- 2009:  Seringes et Nesles

La liste complète jusqu'à 2015 est disponible sur le site de la FFTA ( https://www.ffta.fr/sites/ffta/files/fiche_bouquet_provincialdef.pdf)